# Jaume Claret Miranda
Jaume Claret Miranda (Barcelona, 1973) és un historiador català, professor als Estudis d'Arts i Humanitats a la Universitat Oberta de Catalunya. La seva investigació s'ha centrat en el món intel·lectual i polític català i espanyol des de la Segona República, destacant el conjunt de treballs relacionats amb la repressió i la depuració del professorat universitari espanyol a la finalització de la Guerra Civil i la instauració de la dictadura franquista.
Va estudiar Ciències de la Comunicació a la Universitat de Barcelona, on es va llicenciar l'any 1997, i Humanitats a la Universitat Pompeu Fabra, on es llicencia l'any 1999. Posteriorment, centra la seva activitat en la investigació en història contemporània espanyola, com a deixeble de Josep Fontana, qui va ser el director de la seva tesi doctoral en Història per la Universitat Pompeu Fabra, titulada La repressió franquista a la Universitat espanyola (2004). El seu treball, que el 2006 va ser publicat amb el nom El atroz desmoche, aporta nombroses referències documentals i bibliogràfiques així com la llista de docents universitaris assassinats o exiliats per la repressió. Claret fa balanç del desastre i de la pèrdua que va suposar la repressió franquista per la universitat, per la investigació científica i, en definitiva, per la cultura espanyola. Després del seu doctorat, va ser professor associat del Departament d'Humanitats de la Universitat Pompeu Fabra de l'any 2006 al 2011.
Posteriorment centra la seva investigació en el catalanisme polític, el regionalisme franquista i la Transició. Passa a formar part com investigador principal del projecte de recerca RegioCat, Regionalisme a Catalunya sota el règim franquista: discursos i pràctiques, integrat al grup de recerca IdentiCat: Llengua, Cultura i Identitat en l'era global.
És l'autor de diversos llibres fruit de la seva investigació, a més de participar en els consells editorials de les revistes acadèmiques Rubrica Contemporanea i Dictatorships and Democracies, així com a les iniciatives online Represura i Conversación sobre la historia. És director de la col·lecció d'història Referències de l'Editorial Eumo i assessora a l'Editorial Crítica. Col·labora regularment amb diferents mitjans de comunicació (Núvol, el suplement ARALlegim de crítica, El País, Política&Prosa, entre d'altres).

## Obres
- Claret Miranda, Jaume. Por Favor: una historia de la Transición.  Barcelona: Crítica, 2000. ISBN 9788484321408.
- Claret Miranda, Jaume. La repressió franquista a la universitat catalana: la Universitat de Barcelona autònoma, de la Segona República al primer franquisme. 1. ed.  Barcelona: Institut Universitari d'Història Jaume Vicens i Vives, 2003. ISBN 8497660528.
- Claret Miranda, Jaume «Cuando las cátedras eran trincheras. La depuración política e ideológica de la Universidad española durante el primer franquismo». Hispania Nova: Revista de historia contemporánea, 6, 2006, pàg. 45. ISSN: 1138-7319.
- Claret Miranda, Jaume. El atroz desmoche: la destrucción de la universidad española por el franquismo, 1936-1945.  Barcelona: Crítica, 2006. ISBN 8484327608.,[19]
- Claret Miranda, Jaume; Santirso, Manuel. La construcción del catalanismo: historia de un afán político (en castellà).  Madrid: Catarata, 2014. ISBN 9788483198988.
- Claret Miranda, Jaume. Breve historia de las Brigadas Internacionales (en castellà).  Madrid: Catarata, 2016. ISBN 9788490972427.
- Claret Miranda, Jaume. Pasqual Maragall: pensament i acció.  Barcelona: La Magrana, 2017. ISBN 9788482648231. En castellà:  Pasqual Maragall: Pensamiento y acción (en castellà).  RBA, 2017. ISBN 9788490567791.
- Claret, Jaume; Latorre Roca, Rafael. Ganar la guerra, perder la paz: Memorias del general Latorre Roc (en castellà).  Crítica, 2019. ISBN 9788491991342.[20]